# Los Pilotos
 (février 2022).
Los Pilotos est un groupe de musique électronique espagnol, originaire de Grenade.

## Biographie
Le groupe est formé en 2010 par les membres de Los Planetas, Banin Fraile et Florent Muñoz, dans lequel « Florent travaille davantage avec l'ordinateur et Banin davantage avec le matériel informatique ».
Leur premier album, Los Pilotos, sort le 26 septembre 2011, sous le label El Volcán, en format CD et dans un tirage spécial de seulement 500 exemplaires sur double vinyle 45 tours qui comprend également le CD,. Il reçoit le prix du « meilleur album électronique » lors des Independent Music Awards organisés le 25 juin 2012 par l'Unión Fonográfica Independiente.
À la fin 2013, Los Pilotos enregistrent Viento divino avec le groupe The Suicide of Western Culture. L'enregistrement a lieu au Red Bull Studio de Madrid dans le cadre de la série Artist Encounters et sera l'avant-première de El Regreso de Logan, un album inspiré du film La Fugue de Logan (La Fuga de Logan).
Le 16 mars 2018, l'EP Alianza atlántica sort en édition limitée et numérotée de 500 exemplaires sur un vinyle transparent de 180 grammes. Le disque est conçu comme le premier d'une série de trois EP, même si finalement les deux suivants ne sortiront pas et Alianza atlántica sera le titre du troisième album du groupe. La principale nouveauté de cet album est l'incorporation de voix, toutes d'artistes latino-américains : Camilo Lara de l'Instituto Mexicano del Sonido, l'Argentin Diosque et les Chiliennes Javiera Mena et Mariana Montenegro du duo Dënver,.
Tout au long de 2021, leur album Alianza atlántica est anticipé avec plusieurs singles numériques. Le 5 février 2021 sort El Ciclo de las mareas, composé et interprété avec les Dominicains Mula (Rachel Rojas et les jumelles Anabel et Cristabel Acevedo),. Il est enregistré à Grenade et à Santiago de los Caballeros (République dominicaine). Radio 3 présente en avant-première la vidéo promotionnelle le 3 février 2021, réalisée par ROAR!BRRR! Le 12 mars 2021 sort Cenizas en el piso, composé et interprété avec la Colombienne Pedrina. Le clip promotionnel est réalisé par Pareja de Hecho. Le 30 novembre, un autre clip sort, dans ce cas une vidéo lyrique, réalisée par Murciano Total. Le 30 avril 2021, sort La llave del juego, interprété avec les Argentins de Weste. Le clip promotionnel est réalisé par Murciano Total. Le single Frane Selak, enegistré avec les mexicains Little Jésus, est publié le 4 juin 2021. Cette même année, Pamela Rodríguez est confirmée comme chanteuse officielle du groupe.

## Style musical
Leur agence de gestion, El Volcán Música, les décrit comme un « projet parallèle de Florent et Banin, de Los Planetas. Une dilution de la pop guitare dans la musique électronique qui donne naissance à un son instrumental, organique et cinématographique. Des arcs-en-ciel de guitares scintillent entre des nuages de claviers qui dansent dans des rythmes suggestifs, comme pour combler le fossé entre le romantisme mélodique des instrumentaux de Felt ou de Durutti Column et le psychédélisme électronique qui va du krautrock à Seefeel ou Animal Collective ».
Selon la promo de leur premier concert, « chacun compose chez soi, puis ils puisent ensemble les idées, les additionnent et créent des mélodies dans lesquelles il y a de la place pour l'electronica minimaliste, l'ambient et l'IDM. Ils parviennent même à alterner des moments de noirceur avec d'autres beaucoup plus lumineux, comme si un Panda Bear quelque peu bridé et Aphex Twin décidaient d'expérimenter ensemble ».

## Discographie
- 2011 : Los Pilotos (El Volcán Música)
- 2014 : El Regreso de Logan (I*M)
- 2018 : Alianza atlántica EP (Vigilad Los Cielos)
- 2021 : Alianza atlántica (Vigilad Los Cielos)
- 2021 : Cambia mi suerte / En un río de sol (Vigilad Los Cielos)